# Брольо, Луиджи
Луи́джи Бро́льо (итал. Luigi Broglio, 11 ноября 1911 — 14 января 2001) — инженер в области аэрокосмической техники, известный как «итальянский фон Браун», один из основателей программы Сан-Марко, благодаря которой Италия стала одной из первых стран, осуществивших запуск собственного спутника.
В его честь назван итальянский космический центр, а также астероид 18542 Брольо.

## Биография

### Ранние годы
Семья Брольо перебралась из Местре, где родился Луиджи, в Рим в 1915 году. В 1934 году он получает специальность инженера, после чего в течение трёх лет служит в армии в звании офицера артиллерии. Затем он переходит в итальянские военно-воздушные силы — Aeronautica Militare Italiano, где будучи лейтенантом назначается в исследовательский центр в Гуидонии-Монтечельо. Здесь Брольо работает над различными проектами вроде конструирования реактивных двигателей, пока в сентябре 1943 года он не присоединяется к партизанским соединениям.
После войны в 1950 году он получает звание лейтенант-полковника. Также в 1952 году он становится деканом школы инженеров по аэронавтике при Римском университете Ла Сапиенца. В составе школы он образует Центр аэрокосмических исследований (итал. Centro Ricerche Aerospaziali), где участвует в сооружении сверхзвукового ветрового туннеля и первого в Европе испытательного полигона для спутников. В 1956 году его назначают главой проекта Direzione Generali Armi e Munitioni, направленного на реализацию ракетной программы для военных нужд.

### Программа Сан-Марко
После запуска первого ИСЗ в 1957 году многие страны начали осуществлять космические программы. В Италии эту идею стали продвигать Брольо и влиятельный физик Эдоардо Амальди. Вместе они повлияли на создание Комиссии по исследованию космоса в составе Национального исследовательского совета Италии (Consiglio Nazionale delle Ricerche). Эту комиссию возглавил Брольо, а её деятельность привела к созданию собственного космодрома на море в экваториальной зоне (в Кении) и запуску первого итальянского спутника Сан-Марко-1, одного из первых, созданных не в рамках космической гонки между СССР и США.

### Поздние годы
В последующие годы Брольо продолжает свою работу в итальянских ВВС, также как и научную деятельность в Ла Сапиенца. В 1988 году становится директором вновь созданного Итальянского космического агентства (ИКА). Когда в 1993 году космический центр в Кении был понижен в статусе до наземной станции спутникового контроля, Брольо вышел из состава директоров ИКА и подал в отставку.